# ジャン＝ピエール・ランパル
ジャン＝ピエール・ランパル（Jean-Pierre Rampal、1922年1月7日 - 2000年5月20日）は、フランスのフルート奏者。

## 経歴
マルセイユに生まれ、音楽院教授であった父ジョセフにフルートの手ほどきを受ける。はじめは医学の道を志し18歳で医科大学に進んだが、第二次世界大戦の影響で1943年にパリ音楽院に入学し、わずか5ヶ月でプルミエ・プリを得て卒業した。パリ音楽院ではガストン・クリュネルに師事した。
1946年からはヴィシー歌劇場管弦楽団のメンバーとなり、1947年にジュネーブ国際コンクールで優勝しソロで活動を始める。1956年からパリ・オペラ座管弦楽団の首席奏者となる、1962年に退団後はフランス最高のフルート奏者として世界各地に演奏旅行の傍ら、フランス管楽五重奏団とパリ・バロック合奏団を組織した。パリの自宅にて心臓発作により78歳で逝去した。

## ヴィルトゥオーゾ・ランパル
20世紀の最も偉大なフルート奏者とみなされている。フルートという楽器を、ピアノや弦楽器と同じように大聴衆の鑑賞に堪えうる楽器として、世界的に認識させた最初の演奏家である。世界の最も有名なオーケストラや室内合奏団と共演したほか、アイザック・スターンやムスティスラフ・ロストロポーヴィチと室内楽の演奏を行なった。プーランクなどの作曲家から作品を献呈されている。数多くの忘れられたバロック音楽を発掘し、編曲し、上演してきたことでも著名、1992年には70歳で世界初録音となるヴィヴァルディの『四季』のフルート協奏曲への編曲版を録音している。

## 多才な活動
ジャズ・ピアニストのクロード・ボリングや、シタール奏者のラヴィ・シャンカルとも共演して、クラシック音楽以外のアルバムも制作している。日本民謡や文部省唱歌を演奏・録音したことでも知られる。
音楽活動や録音によって、国内外から数々の栄誉を受けた。1989年に自叙伝『音楽・わが愛』を出版（日本語訳はシンフォニア社より）。現在はモンパルナス墓地に眠っている。
例年パリ・ラ＝ヴィル国際コンクールの一部として、ジャン＝ピエール・ランパル国際フルートコンクールが隔年で開催されている。開催日初日の30年前の日以降に生まれたフルート奏者に、国籍を問わず参加資格がある。第1回の優勝者は日本のフルート奏者工藤重典。